# Naga Rantai
Naga Rantai is een bestuurslaag in het regentschap Kaur van de provincie Bengkulu, Indonesië. Naga Rantai telt 614 inwoners (volkstelling 2010).